# Chiostro di San Nicola da Tolentino
Il Chiostro di San Nicola da Tolentino è un chiostro monumentale di Napoli situato in corso Vittorio Emanuele.
Fu eretto al principio del XVII secolo con pianta rettangolare e con pilastri in piperno che reggevano archi della stessa pietra. Venne realizzato all'interno di un palazzo nobiliare della famiglia De Curtis, il cui atto di donazione permise ai frati agostiniani la fondazione di un convento annesso alla chiesa di San Nicola; il progetto è attribuito all'architetto Giovan Giacomo di Conforto. Nel primo Settecento il complesso venne affidato a diversi ordini religiosi (Certosini e Marciani) e quindi di volta in volta adattato, tanto è vero che fu dato incarico a Domenico Antonio Vaccaro di riedificare interamente la struttura.
Nel XIX secolo vi si stabilirono i Vincenziani che trasformarono il complesso nel Santuario della Madonna di Lourdes.
Della struttura originaria è rimasto il pozzo in marmo.